# Adamswiller
Adamswiller je občina v departmaju Bas-Rhin francoske regije Alzacija.
Leta 2008 je v občini živelo 381 oseb oz. 112 oseb/km².